# Wulagasaurus
Wulagasaurus là một chi khủng long, được Godefroit Hai Yu T. & Lauters mô tả khoa học năm 2008.